# Hyalophlebia seydeli
Hyalophlebia seydeli is een haft uit de familie Leptophlebiidae. De wetenschappelijke naam van de soort is voor het eerst geldig gepubliceerd in 1939 door Navás.
De soort komt voor in het Afrotropisch gebied.